# Дебют Уэра
Дебю́т Уэ́ра — шахматный дебют, начинающийся ходом: 1. a2-a4.
Относится к фланговым началам.

## История
Дебют назван по имени американского шахматиста Престона Уэра (1821—1890), отличавшегося неординарным стилем игры и начинавшего многие партии ходом a2-a4. В дальнейшем распространения не получил и на сегодняшний день (по состоянию на октябрь 2018 года) является одним из самых редких начал шахматной партии.
Современная теория считает дебют Уэра «неправильным» началом, так как ход 1. a2-a4 не способствует развитию белых фигур и борьбе за центр. Вследствие этого в серьёзных соревнованиях данное начало встречается редко, однако применяется новичками с идеей скорейшего развития ладьи по вертикали a. Замысел белых, однако, легко опровергается ходом 1. …e7-e5.
Несмотря на то, что дебют имеет сомнительную репутацию, известны случаи его успешного применения сильнейшими шахматистами мира. Так, в 2012 году в ходе чемпионата мира по быстрым шахматам и блицу М. Карлсен начал партию с Т. Раджабовым ходом 1. a2-a4 и в итоге добился победы (см. примерную партию).

## Варианты
- 1. …e7-e5 — наиболее распространённое продолжение. Чёрные стремятся установить контроль над центром, а также создают препятствие для развития белой ладьи на поле a3.
  - 2. h2-h4 — дебют краба[4].
  - 2. a4-a5 d7-d5 3. e2-e3 f7-f5 4. a5-a6 — вариант, применявшийся П. Уэром[5].
- 1. …d7-d5
- 1. …a7-a5
- 1. …Кg8-f6

## Примерная партия
- Магнус Карлсен — Теймур Раджабов, 2012, Астана[6]

1. a2-a4 e7-e5 2. e2-e4 Кg8-f6 3. Кb1-c3 Кb8-c6 4. Кg1-f3 Сf8-b4 5. Сf1-b5 0—0 6. 0—0 d7-d6 7. d2-d3 Сc8-g4 8. Кc3-e2 a7-a6 9. Сb5:c6 b7:c6 10. Кe2-g3 Кf6-h5 11. h2-h3 Кh5:g3 12. f2:g3 Сg4-d7 13. g3-g4 Сb4-c5+ 14. Крg1-h1 Фd8-e7 15. Фd1-e1 f7-f6 16. Кf3-h4 g7-g6 17. Сc1-h6 Лf8-f7 18. Лa1-b1 Сc5-b6 19. b2-b3 d6-d5 20. Кh4-f3 Лa8-e8 21. Фe1-g3 Сb6-c5 22. Лb1-e1 d5:e4 23. d3:e4 Сc5-d6 24. Лe1-e2 c6-c5 25. Кf3-d2 Сd7-e6 26. Фg3-d3 g6-g5 27. Фd3:a6 Крg8-h8 28. Кd2-c4 Сe6:c4 29. Фa6:c4 Лe8-g8 30. h3-h4 g5:h4 31. g4-g5 Лg8-g6 32. Лe2-f2 1-0.